# Železnice Srbije
Ne doit pas être confondu avec Chemins de fer de la République serbe.

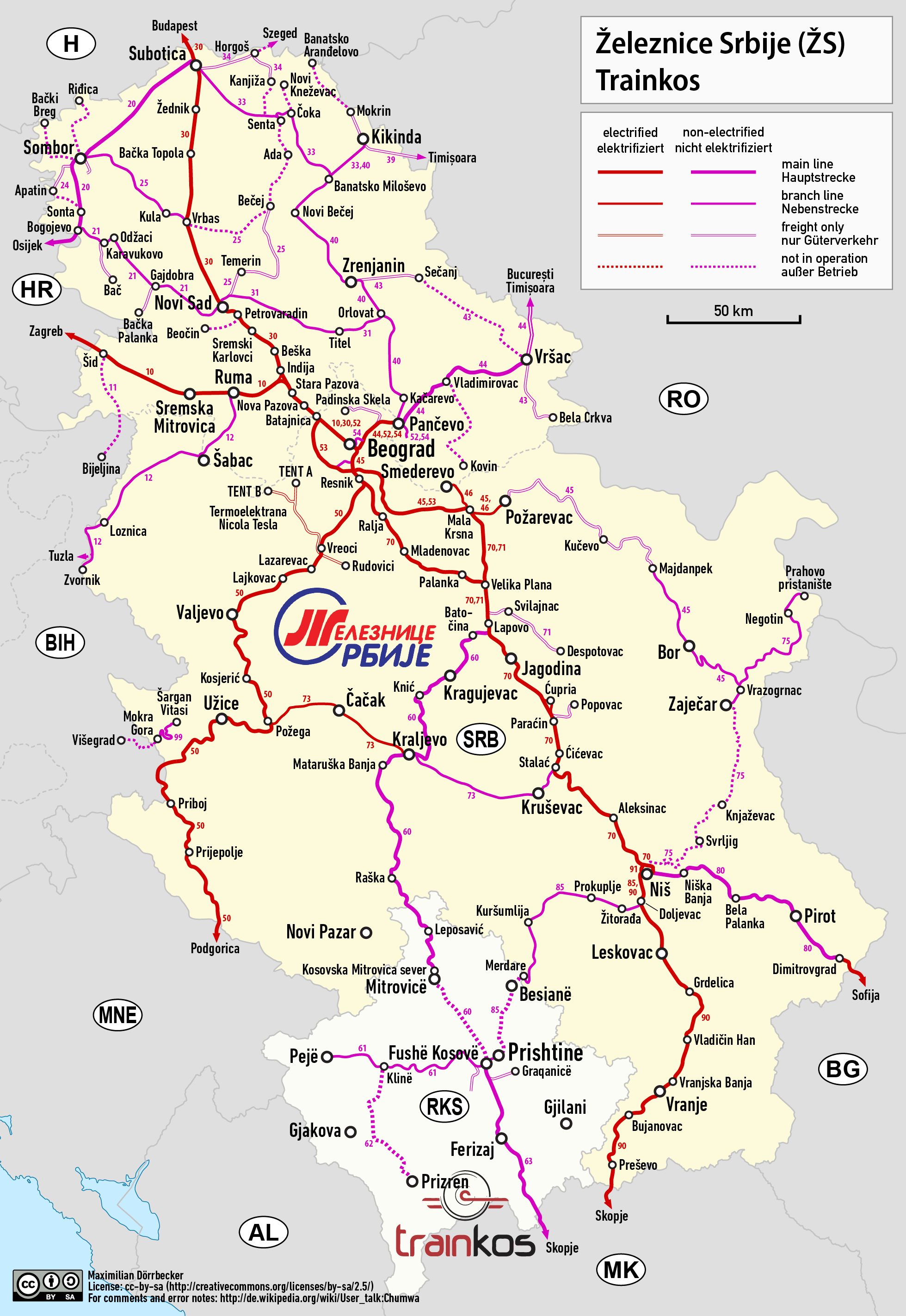
Carte des chemins de fer en Serbie

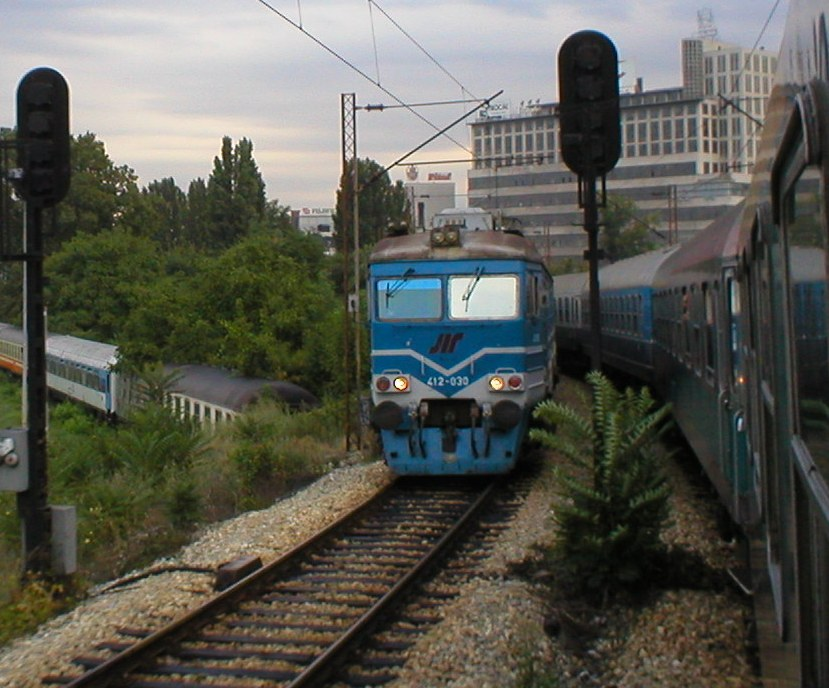
Une locomotive série 412 des Chemins de fer de Serbie

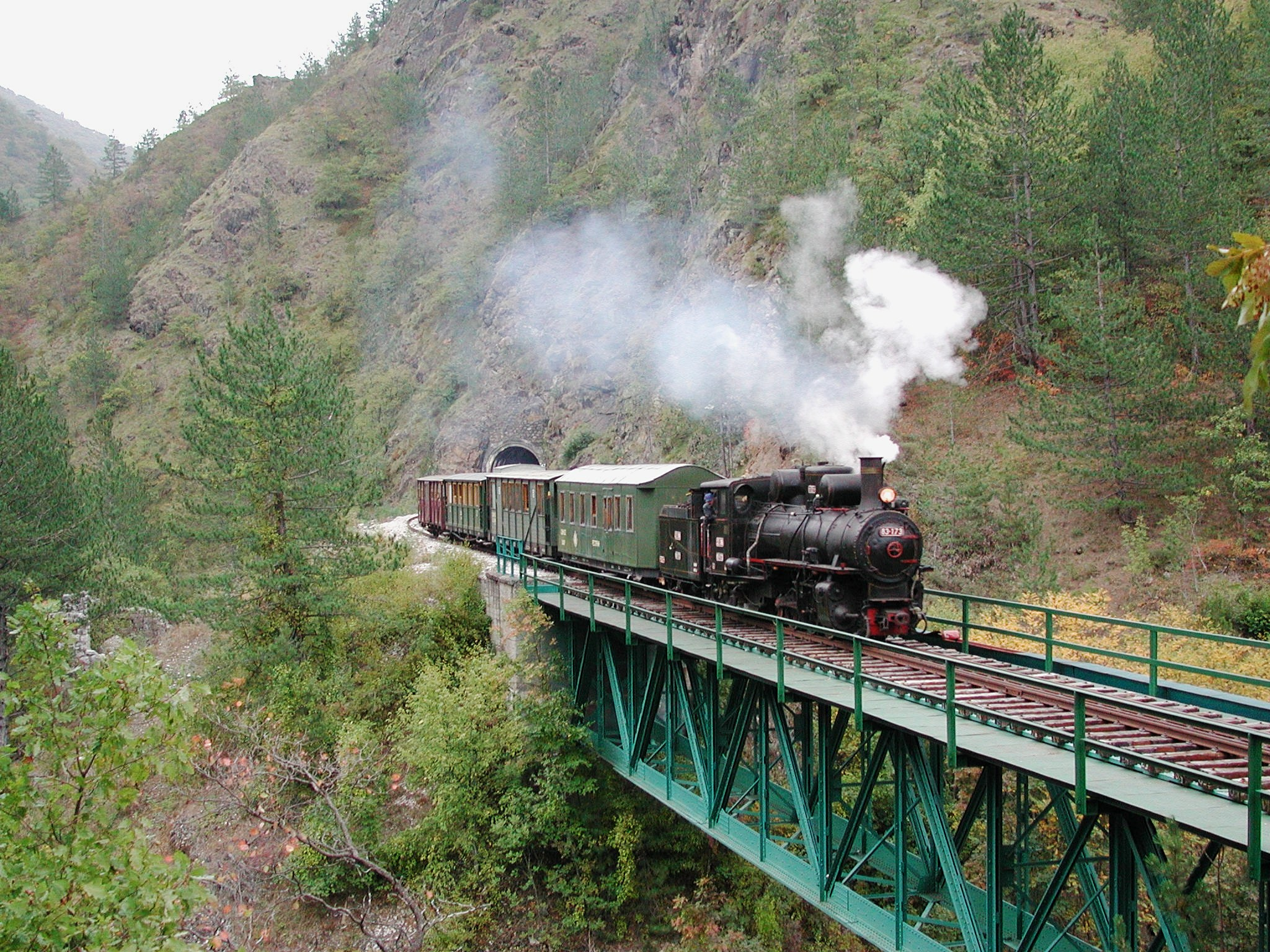
Un train à vapeur sur la ligne touristique du Huit de Šargan

Železnice Srbije (en serbe en écriture cyrillique : Железнице Србије) est la compagnie nationale de chemin de fer de Serbie. Elle gère un réseau ferré de 4 093 km, dont 1 279 km électrifiés.

## Histoire
Le 20 août 1854, la première ligne de chemin de fer de Serbie, avec des voitures tirées par des chevaux, relia Lisava, Oravica et Bazijas. La première ligne avec des locomotives à vapeur ouvrit en 1856.
En tant que compagnie, les Chemins de fer de Serbie furent créés par le roi Milan Ier en 1881. Le premier train royal roula de Belgrade à Niš le 23 août 1884 ; cette date est considérée comme la date de naissance officielle de la compagnie.
La première ligne électrifiée ouvrit entre Belgrade et Šid en 1970. Des années 1920 jusqu'à la dissolution de la Yougoslavie, les Chemins de fer de Serbie portèrent le nom de Chemins de fer de Yougoslavie (Jugoslovenske železnice).
Le service de restauration et de wagons-lits de la compagnie porte le nom de "KSR- Kola za Spavanje i Ručavanje" ("Wagon pour le sommeil et la restauration").
En mars 2013, l'entreprise passe commande de 21 rames Stadler FLIRT à quatre caisses destinées à la desserte de la banlieue de Belgrade.
Début 2022, la compagnie passe commande de 18 nouvelles rames Flirt 3 à la filiale Stadler Pologne, la première rame sera livrée pour août 2023 tandis que les autres seront livrées jusqu’au changement d’horaire en décembre 2023.

## Liaisons

### Internationales
Les relations par trains aux pays voisins vont de sporadiques à inexistantes. Pour 2023 :
HONGRIE : Aucun train.
MONTENEGRO : 1 aller-retour par nuit entre Belgrade et Bar via Podgorica.
MACEDOINE DU NORD : Aucun train.
BULGARIE : 2 mouvements par jour entre Dimitrovgrad et Sofia (note : la ligne entre Dimitrovgrad et Nis n'est pas ouverte au trafic passager pour le moment, ce qui en fait une gare terminus).
CROATIE : Aucun train.
BOSNIE-HERZEGOVINE : Aucun train.
ROUMANIE : Aucun train (note : il avait été prévu un train entre Vrsac et Timisoara pour 2023, cependant il n'a pas été officialisé côté serbe pour une raison inconnue).

### Nationales
Concernant les relations à l'intérieur du pays, elles ont été sérieusement réduite depuis la fermeture de plusieurs sections de lignes, notamment en Voïvodine. De plus, certaines villes n'ont pas (ou plus du tout de relation tout court, comme Leskovac) de train direct depuis Belgrade, nécessitant au moins un changement. De et vers Belgrade pour 2023 :
BELGRADE - JAGODINA - NIS : 6 trains par jour dans les deux sens.
BELGRADE - VRSAC : 6 trains par jour dans les deux sens.
BELGRADE (BATAJNICA) - SID : 6 trains par jour dans les deux sens. Changement obligatoire à Batajnica avec le réseau express régional de Belgrade, Beovoz.
BELGRADE - UZICE - (PRIJEPOLJE) : 7 trains par jour dans les deux sens dont 4 sont prolongés vers Prijepolje (incluant le train international nocturne entre Belgrade et Bar).
BELGRADE (RUMA) - SABAC - (ZVORNIK) : 5 trains par jour dans les deux sens dont 2 sont prolongés vers Zvornik. L'un de ces 2 trains parcourt la ligne entière depuis Belgrade, les 4 autres sont limités à Ruma ou un changement avec le réseau express régional de Belgrade (Beovoz) est requis.
BELGRADE - NOVI SAD - SUBOTICA :  14 aller retours entre Belgrade et Novi-Sad, soit avec des trains régionaux ou des trains express "SOKO". À terme, Subotica et la Hongrie seront desservis par la continuité de la nouvelle ligne ferroviaire permettant aux trains passagers de monter jusqu'à 200 km/h. Cependant il est possible de rejoindre Subotica en prenant un train régional en direction de Sombor.

### Régionales
En ce qui concerne les relations régionales, certaines lignes sont mieux desservies que d'autres. Cependant, le déclin de certaines étoiles ferroviaires est rampant, à cause de la fermeture de lignes pour raison économique ou politique (Kosovo). Un aperçu des dessertes régionaux pour 2023 par gare au centre d'une étoile ferroviaire :
Gare de NIS vers :
LESKOVAC, PRESEVO (ligne vers Macédoine et Grèce) : Aucun train, la ligne est fermée pour travaux.
PIROT, DIMITROVGRAD (ligne vers la Bulgarie) : Aucun train, la ligne est fermée pour travaux.
PRISTINA : Aucun train, la ligne est fermée pour raison politique (Kosovo).
ZAJECAR : 2 trains par jour. Correspondance possible pour Bor et Majdanpek ou vers Prahovo
Gare de KRALJEVO vers :
KOSOVSKA MITROVICA SEVER : 2 trains par jour.
CACAK, POZEGA (UZICE) : 5 trains par jour, dont 1 est prolongé jusqu'à Uzice. Correspondance possible à Pozega avec la ligne de chemin de fer reliant Belgrade à Bar et les divers trains roulant dans les deux sens.
KRUSEVAC, STALAC, JAGODINA : 2 trains par jour. Correspondance possible à Stalac vers Nis.
KRAGUJEVAC, LAPOVO : 2 trains par jour. Correspondance possible à Lapovo vers Belgrade.
Gare de NOVI-SAD vers :
SOMBOR, SUBOTICA : 6 trains par jour, dont 2 sont directs. Les 4 autres s'arrêtent à Sombor et offrent une correspondance pour Subotica.
BELGRADE : Aucun train, la ligne est fermée pour travaux.
BECEJ : Aucun train, la ligne est fermée.
Gare de SUBOTICA vers :
SOMBOR, NOVI-SAD : 5 trains par jour, dont 2 sont directs. Les 3 autres s'arrêtent à Sombor et offrent une correspondance pour Novi-Sad.
ZRENJANIN : 1 train par jour.
KIKINDA : 2 trains par jour. Possibilité de correspondance pour Zrenjanin. Il y a 3 trains directs entre Kikinda et Zrenjanin.
Les Chemins de fer de Serbie gèrent également le réseau express régional de Belgrade, Beovoz.

### Tourisme
Pour le tourisme, on peut citer la ligne du Huit de Šargan, qui sur 15 kilomètres conduit les voyageurs de Mokra Gora à Šargan Vitasi.
Il est également possible de visiter à Belgrade le Train bleu, spécialement conçu pour le maréchal Tito. Ou encore, en saison, d'effectuer depuis Belgrade des excursions dans quelques villes voisines, en voyageant dans le train "Romantika", avec de vieilles voitures tirées par une locomotive à vapeur.